# Delahaye Type 0

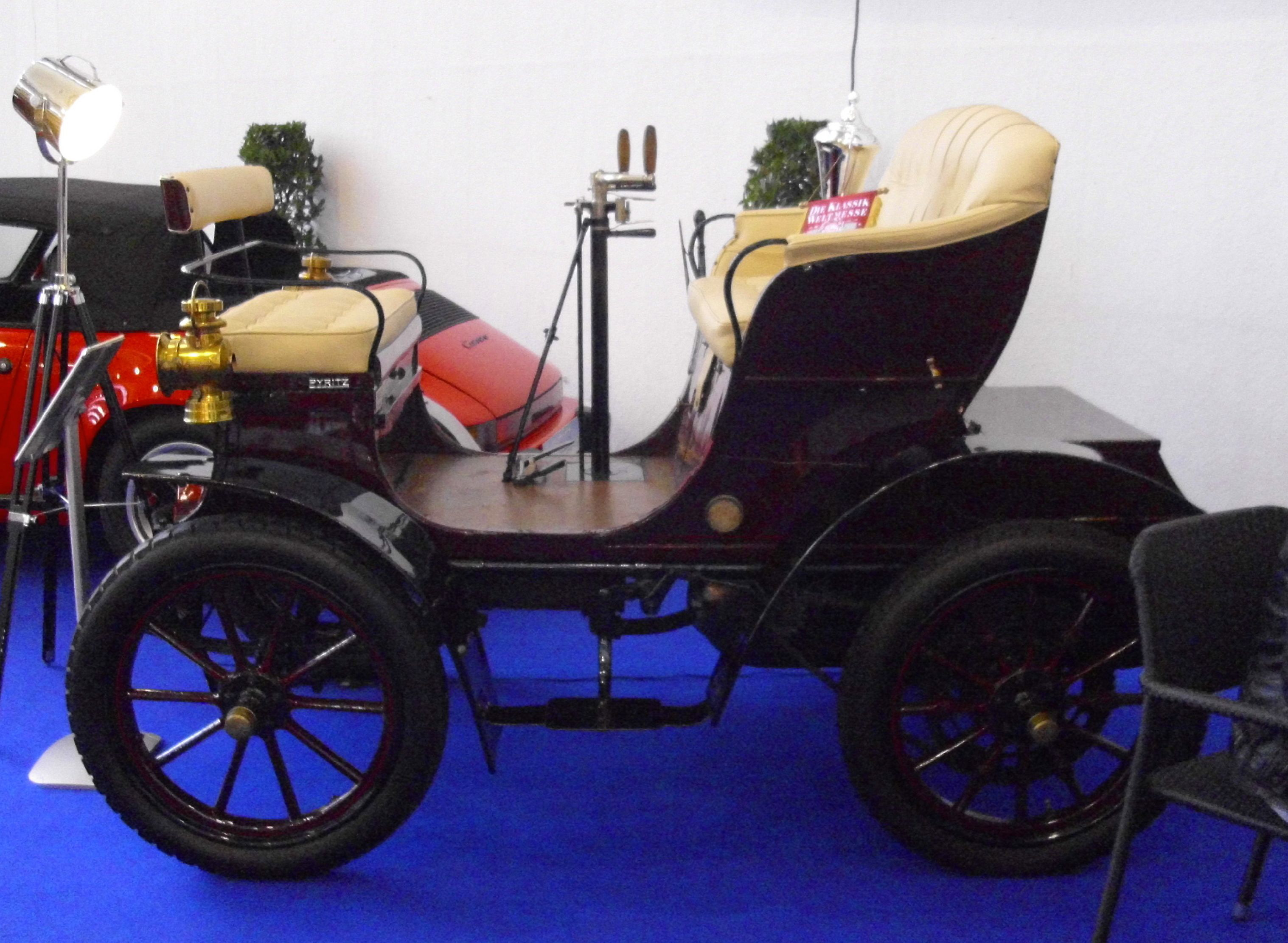
Seitenansicht

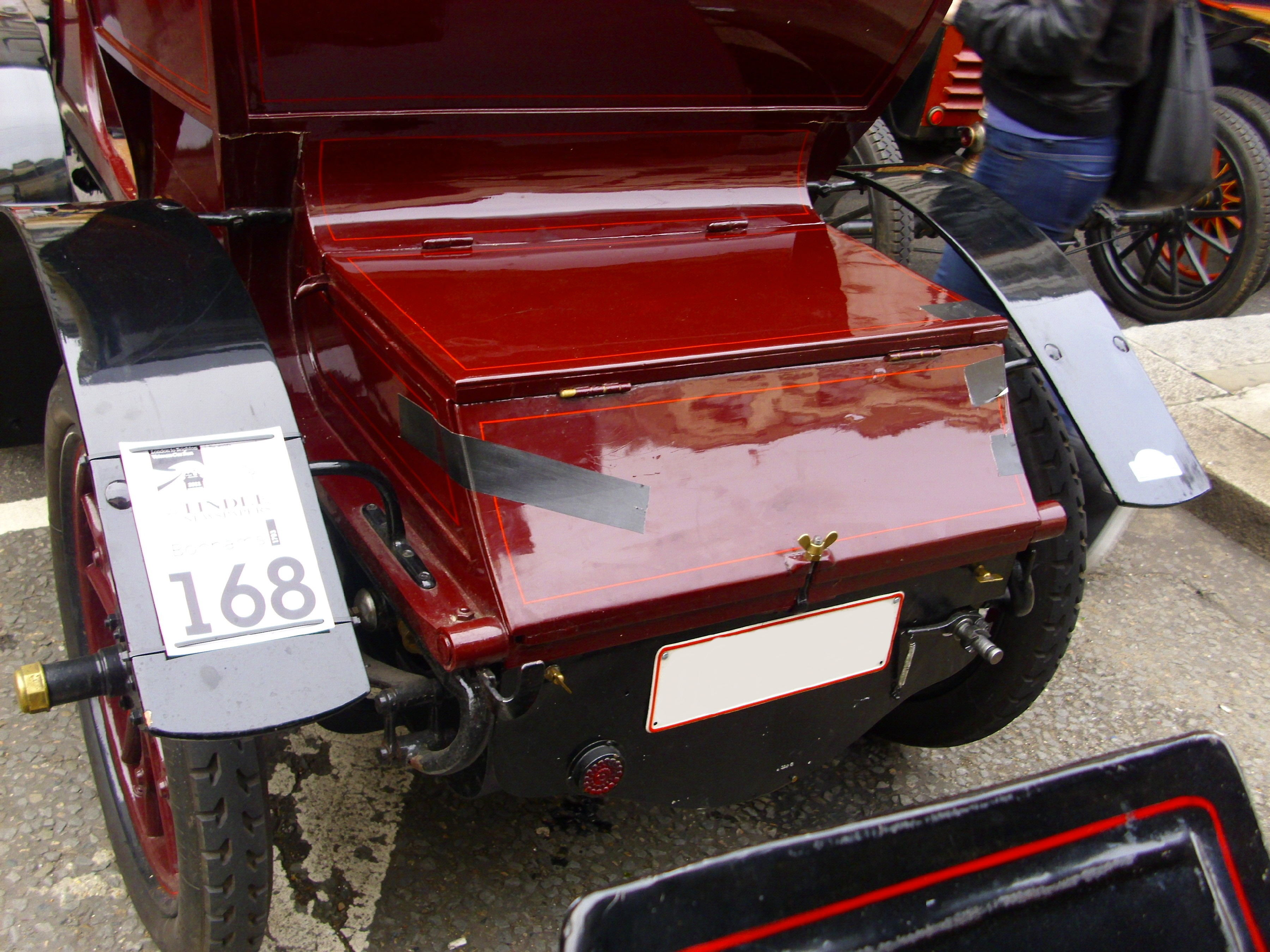
Das Heck mit dem Motorraum

Der Delahaye Type 0, alternativ Delahaye Type 4, ist ein frühes Pkw-Modell. Hersteller war Automobiles Delahaye in Frankreich.

## Beschreibung
Die Fahrzeuge wurden zwischen 1898 und 1901 hergestellt. Da es das erste Fahrzeug Delahayes dieser Größenordnung war, gab es keinen Vorgänger. Nachfolger wurde der Delahaye Type 0A.
Sein Einzylinder-Ottomotor war in Frankreich mit 6 CV eingestuft. Er ist hinten im Fahrgestell eingebaut und treibt über ein Zweiganggetriebe die Hinterachse an. 100 mm Bohrung und 140 mm Hub ergeben 1100 cm³ Hubraum. Die Motorleistung beträgt 6 PS.
Bekannt sind die Karosseriebauformen Phaeton, Duc, Spider, Vis-à-vis, Tonneau, Doppelphaeton, Victoria und Coupé. 30 km/h Höchstgeschwindigkeit sind möglich.
Insgesamt entstanden etwa 250 Fahrzeuge. Es war Delahayes letztes Modell mit Heckmotor.
Ein erhaltenes Fahrzeug nahm 2011 bei der jährlich stattfindenden 90-Kilometer-Fahrt London to Brighton Veteran Car Run teil, wurde 2013 durch Bonhams auf der Rétromobile in Paris für 80.500 Euro versteigert, irgendwann von einem deutschen Händler klassischer Fahrzeuge angeboten und 2016 auf der Techno-Classica in Essen präsentiert. Ein anderes Fahrzeug wurde 2019 bei Osenat für 156.000 Euro versteigert.